# Самово (Польща)
Самово (пол. Samowo, нім. Zamow) — село в Польщі, у гміні Колобжеґ Колобжезького повіту Західнопоморського воєводства.
Населення — 40 осіб (2011).

## Демографія
Демографічна структура станом на 31 березня 2011 року:
|          | Загалом | Допрацездатний вік | Працездатний вік | Постпрацездатний вік |
| -------- | ------- | ------------------ | ---------------- | -------------------- |
| Чоловіки | 19      | 6                  | 11               | 2                    |
| Жінки    | 21      | 4                  | 13               | 4                    |
| Разом    | 40      | 10                 | 24               | 6                    |